# Caïn et Abel (Titien)
Caïn et Abel ( en italien : Caino e Abele ) est une huile sur toile du peintre vénitien Titien. Elle a été réalisée entre 1542-1544 et se trouve dans la basilique Santa Maria della Salute.

## Sujet
Cette toile relate le premier meurtre au monde, d'après le récit de la Genèse. Caïn et Abel étaient deux frères, les premiers fils d'Adam et Ève. Caïn, l'aîné, était agriculteur, et Abel, berger. Les deux frères offraient des sacrifices à Dieu, mais Celui-ci accepta les premiers-nés du troupeau présentés par Abel plutôt que les produits de la terre apportés par Caïn. Jaloux, Caïn appela Abel dans les champs et le tua,.